# Entertainment Software Rating Board
Entertainment Software Rating Board  (ESRB) je organizacija osnovana 1994. godine koja ocjenjuje videoigre prema prikladnosti za djecu i mladež u Kanadi i SAD-u. Ocjenjivanje je volonterski. Izdavači igara nemoraju izložiti svoje igre za ocjenjivanje. Postoji sedam
ocjena : EC (Early Childhood), E (Everyone), E10+ ( Everyone 10+), T(Teen), M (Mature), AO (Adult Only) i RP (Rating Pending).

## Klasifikacije
- EC (Early Childhood) prikladno za dobi od 3 godine
- E (Everyone)  za dobi od 6 godina
- E10+ ( Everyone 10+)  za dobi od 10 godina i nadalje
- T (Teen) prikladno za dobi od 13 godina
- M (Mature) za dobi od 17 godina
- AO (Adult Only) za dobi od 18 godina
- RP (Rating Pending) ne postoji dobna granica

## Vanjske poveznice
- http://www.esrb.org - ESRB.org (službena stranica)